# 대기질 지수
대기질 지수(영어: air quality index, AQI) 또는 공기질 지수는 정부기관이 사용하는 수치의 하나로서 현재 공기가 얼마만큼 오염되었고 앞으로 오염 정도가 어떻게 될지에 대한 정보를 대중에게 제공해준다. AQI가 증가할수록 더 많은 수의 인구가 심각한 건강 상의 악영향을 받을 가능성이 높다. 여러 나라에서는 자신들만의 대기질 지수가 있으며 이는 다른 나라의 대기질 기준에 상응한다. 이 중에는 대기질 건강 지수 (캐나다), 대기 오염 지수(말레이시아), 대기 오염 기준 지수(싱가포르)가 포함된다.

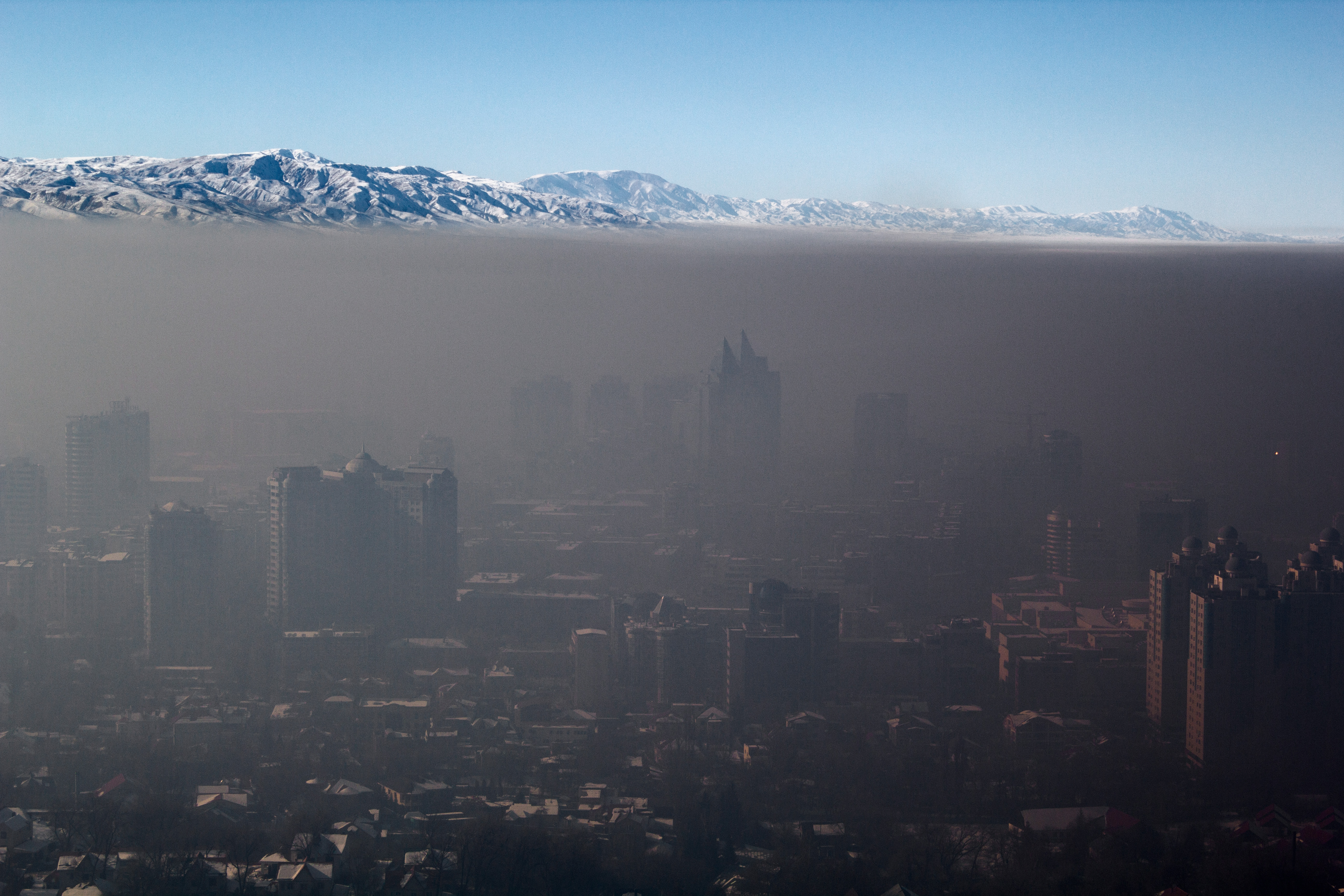
스모그가 카자흐스탄 알미티의 역전층 아래에 쌓여있으며 이로 인해 AQI 지수가 높다.

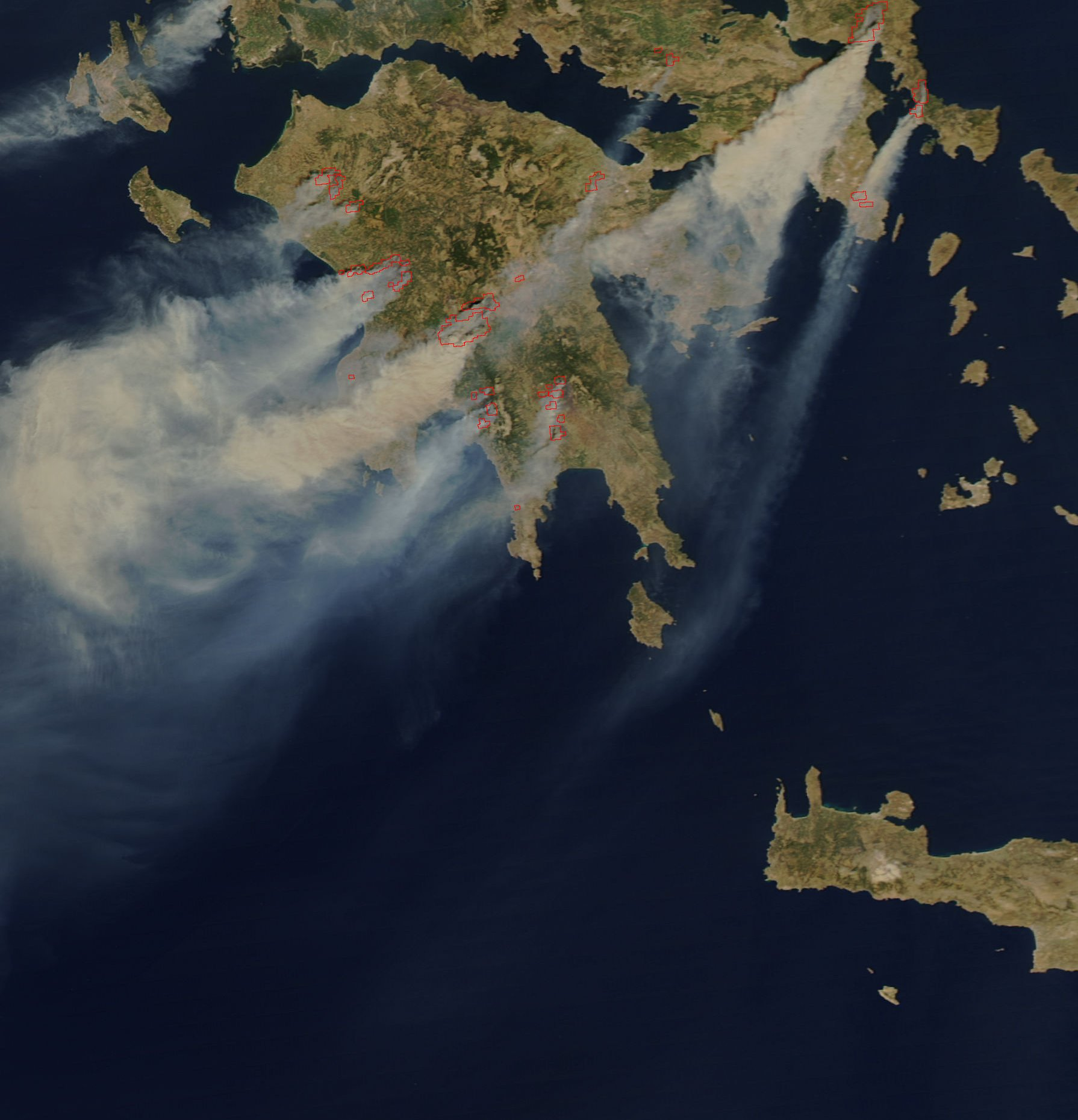
연소물로 인해 그리스의 일부 지역의 AQI 지수가 상승하였다.

## 정의와 용도

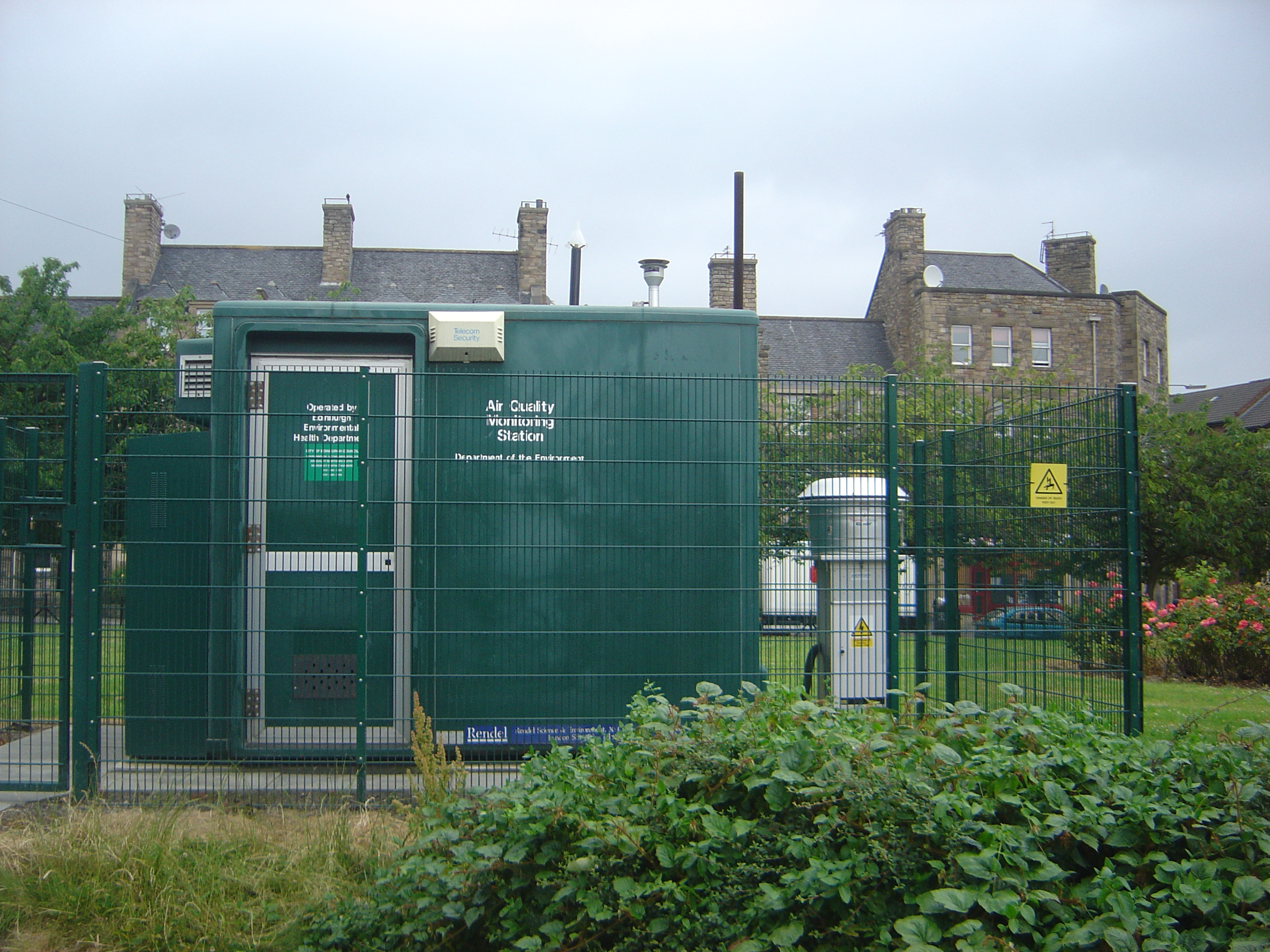
스코틀랜드 에딘버러의 대기질 측정소.

AQI 계산에는 특정 평균 기간에 따른 대기 오염 농도가 필요하며, 이 수치는 대기 모니터나 모형을 통해 얻을 수 있다. 아울러 농도와 시간은 대기 오염물질의 용량을 나타낸다. 주어진 용량에 상응하는 건강에 대한 영향은 유행병학적 연구를 통해 확인된다. 공기 오염물질은 다양한 효력이 있으며 대기 오염물질의 농도를 AQI로 변환하는데 쓰이는 함수는 오염물질에 따라 다양하다. 대기질 지수의 값들은 일반적으로 여러 범위로 그룹화된다. 각 범위는 서술자, 색 코드, 표준화된 대중 건강 충고 설명이 할당된다.
AQI는 배기 방출 증가(예: 출퇴근 혼잡시간대 시간이나 바람을 안고 타오르는 산불)나 오염물질의 희석이 결여됨으로 인해 증가한다. 고기압, 역전층, 낮은 바람 속도로 인해 종종 발생되는 침체된 대기는 대기 오염물질이 국소 지역에 머물게 만듦으로써 오염물질의 농도를 높이고, 대기 오염물질과 연무 조건 간 화학 반응을 일으킨다.

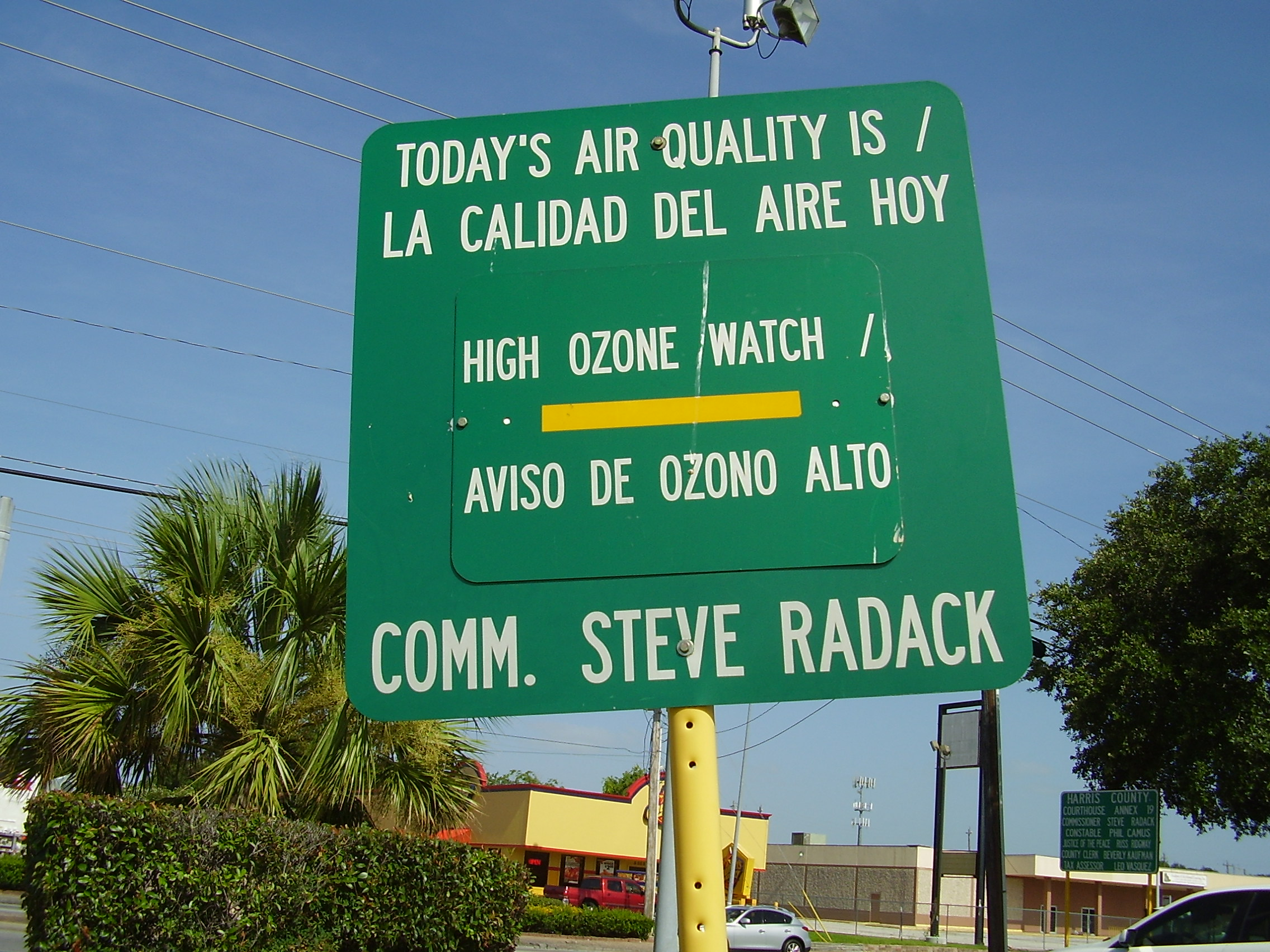
오존 감시를 나타내는 휴스턴 걸프턴의 간판.

미립자 오염으로 인해 AQI 상승이 예측되는 날에 기관이나 공공보건단체는 다음의 일을 수행할 수 있다.
- 노인, 어린이, 호흡기나 심혈관 질환이 있는 사람들에게 외출을 금지할 것을 충고한다.[6]
- 대중교통 이용 등 자발적인 배기 방출 감소 수단을 장려하는 액션 데이를 선언한다.[7]
- 미세먼지가 허파로 들어가지 못하도록 마스크 착용을 권고한다.[8]

대기 오염 현상과 같은 대기질이 매우 나쁜 시기에 급성 노출이 대중의 건강에 심각한 위해를 미칠 수 있다는 AQI 결과가 있으면 기관들은 긴급 계획을 발행하여 주요 배기 방사요인(석탄을 태우는 산업 등)을 정비하여 위험한 상황이 누그러질 때까지 배기 방출을 줄일 수 있게 한다.
대부분의 대기 오염물질들은 AQI와 관련이 없다. 수많은 국가들은 지상 오존, 미세먼지, 이산화 황, 일산화 탄소, 이산화 질소를 감시하고 이러한 오염물들에 대해 대기질 지수를 계산한다.
특정 국가에서 AQI의 정의는 해당 국가의 대기질 표준 개발에 대한 논의를 반영한다. 세계의 모든 정부기관들이 대기질 지수의 공통된 정의를 사용하여 표시할 수 있도록 실시간 대기 모니터링 제출을 허용하는 웹사이트를 근래 들어 이용할 수 있게 되었다.

## 지역별 지수

### 캐나다
캐나다의 대기질은 수년 간 주 단위의 대기질 지수(AQI)와 함께 보고되었다.
| 1 | 2 | 3 | 4 | 5 | 6 | 7 | 8 | 9 | 10 | +10 |

| 위험: | 낮음 (1–3) | 보통 (4–6) | 높음 (7–10) | 매우 높음 (+10) |

| 건강 위험 | 대기질 건강 지수 | 건강에 관한 설명                                                                                   | 건강에 관한 설명                                                                                           |
| --------- | ---------------- | -------------------------------------------------------------------------------------------------- | --- |
|           |                  | 위험군 인구                                                                                        | *일반인 |
| 낮음      | 1–3              | 일상적인 실외 활동을 즐길 것.                                                                      | 실외 활동의 이상적인 대기질.                                                                               |
| 보통      | 4–6              | 증상을 경험하는 경우 격렬한 실외 활동을 줄이거나 다시 일정을 잡는 것을 고려할 것.                  | 기침이나 인후 이물감과 같은 증상들을 경험하지 않는다면 일상 실외 활동을 조정할 필요 없음.                  |
| 높음      | 7–10             | 격렬한 실외 활동을 줄이거나 다시 일정을 잡을 것. 어린이나 노인들 또한 일을 쉬엄쉬엄하는 것이 좋음. | 기침이나 인후 이물과 같은 증상들을 경험한다면 격렬한 실외 활동을 줄이거나 다시 일정을 잡는 것을 고려할 것. |
| 매우 높음 | +10              | 격렬한 실외 활동은 피할 것. 어린이나 노인들 또한 실외 체육 활동을 피하는 것이 좋음.                | 기침이나 인후 이물과 같은 증상들을 경험한다면 격렬한 실외 활동을 줄이거나 다시 일정을 잡을 것.             |

### 홍콩
2013년 12월 30일, 홍콩은 대기 오염 지수를 대기질 건강 지수(Air Quality Health Index)라는 이름의 새로운 지수로 대체하였다.
| 건강 위험 분류 | AQHI |
| -------------- | ---- |
| 낮음           | 1    |
| 낮음           | 2    |
| 낮음           | 3    |
| 보통           | 4    |
| 보통           | 5    |
| 보통           | 6    |
| 높음           | 7    |
| 매우 높음      | 8    |
| 매우 높음      | 9    |
| 매우 높음      | 10   |
| 심각           | 10+  |

### 중화인민공화국
AQI 및 건강 지표 (HJ 633—2012)
| AQI     | 대기 오염 단계 | 대기 오염 분류 | 건강 지표 | 권고 |
| ------- | -------------- | -------------- | --- | --- |
| 0–50    | 단계 1         | 최적           | 건강 영향 없음. | 누구든지 실외 활동을 일상적으로 지속할 수 있음.                                                                                            |
| 51–100  | 단계 2         | 양호           | 일부 오염물질이 매우 적은 수의 고민감군에게 영향을 다소 미칠 수 있음. | 매우 적은 수의 고민감군만 실외 활동을 줄이는 것이 좋음.                                                                                    |
| 101–150 | 단계 3         | 약한 오염      | 건강한 사람은 사소한 염증을 경험할 수 있으며 민감한 사람들은 더 많은 영향을 다소 받을 수 있음. | 어린이, 노인, 심장 질환이나 호흡기 질환이 있는 사람은 고강도 실외 활동을 줄이는 것이 좋음.                                                 |
| 151–200 | 단계 4         | 중간 오염      | 민감한 사람들은 더 심각한 질병을 경험하게 됨. 건강한 사람들의 심장과 호흡기도 영향을 받을 수 있음. | 어린이, 노인, 심장 질환이나 호흡기 질환이 있는 사람은 고강도 실외 활동을 피하는 것이 좋음. 일반인들은 실외 활동을 적당히 줄이는 것이 좋음. |
| 201–300 | 단계 5         | 상당한 오염    | 건강한 사람들은 공통적으로 증상을 보일 수 있음. 호흡기 질환이나 심장질환이 있는 사람들은 상당한 영향을 받으며 활동 중 인내심 감소를 경험함. | 어린이, 노인, 심장질환이나 폐질환이 있는 사람은 실내에 머무르고 실외 활동을 피하는 것이 좋음. 일반인들은 실외 활동을 줄이는 것이 좋음.     |
| 300-500 | 단계 6         | 심각한 오염    | 건강한 사람들은 활동 중 인내심 감소를 경험하며 눈에 띄는 상당한 증상을 경험할 수도 있음. 그 밖의 질병이 건강한 사람들에게 나타날 수 있음. 노인들과 환자들은 실내에 머무르고 운동을 피하는 것이 좋음. 건강한 사람들은 실외 활동을 피하는 것이 좋음. | 어린이, 노인, 환자들은 실내에 머무르고 실외 활동을 피하는 것이 좋음. 일반인들은 실외 활동을 피하는 것이 좋음.                              |

### 인도
2014년 9월 17일, 국가대기질지수가 도로 인프라 청결도(Swachh Bharat Abhiyan) 하에 시작되었다.
| AQI 분류 (범주)     | PM10 (24시간) | PM2.5 (24시간) | NO2 (24시간) | O3 (8시간) | CO (8시간) | SO2 (24시간) | NH3 (24시간) | Pb (24시간) |
| 양호 (0–50)         | 0–50          | 0–30           | 0–40         | 0–50       | 0–1.0      | 0–40         | 0–200        | 0–0.5       |
| 만족 (51–100)       | 51–100        | 31–60          | 41–80        | 51–100     | 1.1–2.0    | 41–80        | 201–400      | 0.5–1.0     |
| 중간 오염 (101–200) | 101–250       | 61–90          | 81–180       | 101–168    | 2.1–10     | 81–380       | 401–800      | 1.1–2.0     |
| 나쁨 (201–300)      | 251–350       | 91–120         | 181–280      | 169–208    | 10–17      | 381–800      | 801–1200     | 2.1–3.0     |
| 매우 나쁨 (301–400) | 351–430       | 121–250        | 281–400      | 209–748    | 17–34      | 801–1600     | 1200–1800    | 3.1–3.5     |
| 심각 (401–500)      | 430+          | 250+           | 400+         | 748+       | 34+        | 1600+        | 1800+        | 3.5+        |

| AQI                 | 관련 건강 영향 |
| ------------------- | --- |
| 양호 (0–50)         | 최소한의 영향 |
| 만족 (51–100)       | 민감한 사람들에게 사소한 호흡기 불편함을 줄 수 있다                                                                |
| 중간 오염 (101–200) | 천식 등 폐질환이 있는 사람들에게 호흡의 불편함을 줄 수 있으며 심장질환, 어린이, 노인들에게 불편함을 줄 수 있다     |
| 나쁨 (201–300)      | 장기간 노출 시 사람들에게 호흡의 불편함을 줄 수 있으며 심장질환이 있는 사람들에게 불편함을 줄 수 있다              |
| 매우 나쁨 (301–400) | 장기간 노출 시 사람들에게 호흡기 질환을 일으킬 수 있다                                                             |
| 심각 (401–500)      | 건강한 사람들에게조차 호흡기적 영향을 줄 수 있으며 허파/심장질환이 있는 사람들에게 심각한 건강적 영향을 줄 수 있다 |

### 멕시코
멕시코시티의 대기질은 IMECA(Índice Metropolitano de la Calidad del Aire)로 보고된다.

### 싱가포르
싱가포르는 대기 오염 기준 지수를 사용하여 대기질을 보고하며, 말레이시아와 홍콩에서 쓰이는 것과 유사하지만 동일하지는 않은 계산법을 갖추고 있다
| PSI     | 서술자    | 건강에 미치는 일반적 영향 |
| ------- | --------- | --- |
| 0–50    | 양호      | 없음 |
| 51–100  | 보통      | 일반인에게는 거의 없거나 아예 없음 |
| 101–200 | 나쁨      | 만성심장, 허파 질환 등의 기반 질환이 있는 취약자들 간에 약한 증상을 보일 수 있다: 일시적인 염증 (예: 건강한 사람들 중 일부에게는 눈 자극, 재채기, 기침) |
| 201–300 | 매우 나쁨 | 허파, 폐질환이 있는 사람들의 저항력이 감소되고 준수한 증상을 보일 수 있다. 건강한 사람들에게 일시적인 염증을 보일 수 있다.                              |
| 301–500 | 위험      | 취약자에게 상당한 증상으로 특정 질환이 초기 발생할 수 있다. 건강한 사람들에게는 운동 저항성이 감소된다.                                                 |

### 대한민국
대한민국 환경청은 통합대기환경지수(CAI, Comprehensive Air-quality Index)를 사용하여 대기 오염의 건강 위험에 기반한 환경 대기질을 기술한다. 이 지수는 대중들이 대기질을 쉽게 이해하고 건강을 보호할 수 있게 도와주는 것이 목적이다. CAI는 0부터 500까지의 단계가 있으며 6개의 분류로 나뉜다. CAI값이 높을수록 대기 오염 수치가 더 높다는 것을 뜻한다. 5가지 대기 오염치 중에 가장 높은 것이 CAI 값이다. 이 지수는 또한 아래에 나와있듯이 건강에 미치는 관련 영향과 색 표현을 포함하고 있다.
| CAI     | 설명      | 건강 지표                                                                                              |
| ------- | --------- | --- |
| 0–50    | 좋음      | 대기오염 관련 질환자군에서도 영향이 유발되지 않을 수준                                                 |
| 51–100  | 보통      | 환자군에게 만성 노출시 경미한 영향이 유발될 수 있는 수준                                               |
| 101–250 | 나쁨      | 환자군 및 민감군(어린이, 노약자 등)에게 유해한 영향 유발, 일반인도 건강상 불쾌감을 경험할 수 있는 수준 |
| 251–500 | 매우 나쁨 | 환자군 및 민감군에게 급성 노출시 심각한 영향 유발, 일반인도 약한 영향이 유발될 수 있는 수준            |

### 영국
영국에서 가장 흔히 쓰이는 대기질 지수는 COMEAP(Committee on Medical Effects of Air Pollutants)가 권고하는 일일 대기질 지수(Daily Air Quality Index)이다. 이 지수는 10점이 있으며 크게 4가지 밴드로 분류된다: 낮음, 보통, 높음, 매우 높음. 밴드 각각은 위험군과 일반군을 기준으로 구성된다.
| 대기 오염 밴드 | 값  | 위험군을 위한 건강 조언 | 일반인을 위한 건강 조언                                                                 |
| -------------- | --- | --- | --------------------------------------------------------------------------------------- |
| 낮음           | 1–3 | 일상적인 실외 활동을 즐길 것. | 일상적인 실외 활동을 즐길 것.                                                           |
| 보통           | 4–6 | 폐질환이 있는 성인과 어린이, 증상이 있는 심장질환이 있는 성인은 격렬한 운동을 줄일 것. (특히 실외에서) | 일상적인 실외 활동을 즐길 것.                                                           |
| 높음           | 7–9 | 폐질환이 있는 성인과 어린이, 심장질환이 있는 성인은 격렬한 운동을 줄일 것. (특히 실외에서, 특히 증상을 경험하는 경우) 천식 환자들은 흡인기의 사용이 더 자주 필요할 수 있음. 노인은 신체 운동을 줄이는 것이 좋음. | 눈병, 기침, 인후염 등 불편함을 경험하는 사람은 활동을 줄이는 것이 좋음. (특히 실외에서) |
| 매우 높음      | 10  | 폐질환이 있는 성인, 어린이, 심장질환이 있는 성인, 그리고 노인은 격렬한 운동을 피하는 것이 좋음. 천식 환자들은 흡인기의 사용이 더 자주 필요할 수 있음.                                                            | 육체적 활동을 줄일 것. (특히 실외에서, 특히 기침, 인후염 등 증상을 경험할 경우)         |

이 색인은 5개의 오염물의 농도에 기반을 둔다.
| 지수 | 오존, 8시간 평균 (μg/m3) | 이산화질소, 시간 평균 (μg/m3) | 이산화황, 15분 평균 (μg/m3) | PM2.5 입자, 24시간 평균 (μg/m3) | PM10 입자, 24시간 평균 (μg/m3) |
| ---- | ------------------------ | ----------------------------- | --------------------------- | ------------------------------- | ------------------------------ |
| 1    | 0–33                     | 0–67                          | 0–88                        | 0–11                            | 0–16                           |
| 2    | 34–66                    | 68–134                        | 89–177                      | 12–23                           | 17–33                          |
| 3    | 67–100                   | 135–200                       | 178–266                     | 24–35                           | 34–50                          |
| 4    | 101–120                  | 201–267                       | 267–354                     | 36–41                           | 51–58                          |
| 5    | 121–140                  | 268–334                       | 355–443                     | 42–47                           | 59–66                          |
| 6    | 141–160                  | 335–400                       | 444–532                     | 48–53                           | 67–75                          |
| 7    | 161–187                  | 401–467                       | 533–710                     | 54–58                           | 76–83                          |
| 8    | 188-213                  | 468–534                       | 711–887                     | 59–64                           | 84–91                          |
| 9    | 214–240                  | 535–600                       | 888–1064                    | 65–70                           | 92–100                         |
| 10   | ≥ 241                    | ≥ 601                         | ≥ 1065                      | ≥ 71                            | ≥ 101                          |

### 유럽

#### CAQI
| 이름      | 지수 또는 부지수 | 오염물질 (시간 당) 농도 μg/m3 | 오염물질 (시간 당) 농도 μg/m3 | 오염물질 (시간 당) 농도 μg/m3 | 오염물질 (시간 당) 농도 μg/m3 |
|           |                  | NO2                           | PM10                          | O3                            | PM2.5(선택사항)               |
| --------- | ---------------- | ----------------------------- | ----------------------------- | ----------------------------- | ----------------------------- |
| 매우 낮음 | 0–25             | 0–50                          | 0–25                          | 0–60                          | 0–15                          |
| 낮음      | 25–50            | 50–100                        | 25–50                         | 60–120                        | 15–30                         |
| 보통      | 50–75            | 100–200                       | 50–90                         | 120–180                       | 30–55                         |
| 높음      | 75–100           | 200–400                       | 90–180                        | 180–240                       | 55–110                        |
| 매우 높음 | >100             | >400                          | >180                          | >240                          | >110                          |

### 미국

PM_{2.5} 24시간 AQI Loop, Courtesy US EPA

미국 환경보호청(EPA)은 대기질을 보고하기 위해 쓰이는 대기질 지수를 개발해왔다. 이 AQI는 건강 염려 수준이 증가되는 6가지 분류로 나뉜다. 300을 초과하는 AQI 수치는 위험한 대기질을 나타내며 50 미만은 대기질이 양호하다는 것을 나타낸다.
| 대기질 지수 (AQI) 수치 | 건강 염려 수준  | 색   |
| 0 - 50                 | 양호            | 녹색 |
| 51 - 100               | 보통            | 노랑 |
| 101 - 150              | 민감군에게 나쁨 | 주황 |
| 151 - 200              | 나쁨            | 빨강 |
| 201 - 300              | 매우 나쁨       | 자주 |
| 301 - 500              | 위험            | 고동 |

## 같이 보기
- 대기 오염